# Lucky (Luizjana)
Lucky – wieś w Stanach Zjednoczonych, w stanie Luizjana, w parafii Bienville.